# 鳥丸聡
鳥丸 聡（とりまる さとし、1959年 - ）は、日本の経済学者、エコノミスト。

## 来歴
鹿児島県鹿児島市出身。九州大学経済学部卒業後、鹿児島銀行入行し10年間勤務。その間、アメリカ国務省からインターナショナル・ビジタープログラムに招聘され、NPOによるコミュニティビジネスの現状を調査。(財)九州経済調査協会主任研究員・主幹・情報研究部長を歴任し、九州経済白書等を執筆。長崎大学工学部、福岡大学経済学部の非常勤講師を兼務｡ 2004年㈱鹿児島地域経済研究所調査部長就任｡2008年シンクタンク・バードウィング（九州経済社会研究所）を設立し、代表に就任｡中小企業基盤整備機構九州支部プロジェクトマネージャー等を務めた｡ 現在は総務省「合併サポーター」、国土交通省「国土形成計画九州圏地方計画検討小委員会」委員、福岡県「協働推進協議会」委員、鹿児島県「行政評価監視委員会」委員、NHK鹿児島県視聴者会議委員、RKBラジオの情報番組コメンテーター、長崎県立大学地域創造学部実践経済学科長などを兼務｡

## 出演番組

### 現在
- 田畑竜介 Grooooow Up（RKBラジオ）水曜レギュラーコメンテーター

### 過去
- 櫻井浩二 インサイト（RKBラジオ）木曜レギュラーコメンテーター
- 中西一清スタミナラジオ（RKBラジオ）木曜レギュラーコメンテーター